# Championnat de Nouvelle-Calédonie de football américain
Le championnat de Nouvelle-Calédonie de football américain (en anglais: New Caledonia Football League (NCFL)) est une compétition sportive réunissant depuis 2015 l'élite des clubs amateurs et professionnels néo-calédoniens de football américain. Il est organisé par la Ligue de Nouvelle-Calédonie de football américain.

## Organisation
La division est composée d'un groupe de 3 équipes.

## Équipes Élite du championnat 2018
- Flying Fox de Nouméa (création en 2010)[1]
- Sharks de Nouméa (création en 2013)[2],[3]
- Tama Toa de Mont-Dore (création en 2015)

## Palmarès
Palmarès du championnat de Nouvelle-Calédonie de football américain
| Saison | Édition | Vainqueur            | Finaliste             | Troisième            |
| ------ | ------- | -------------------- | --------------------- | -------------------- |
| 2015   | I       | Sharks de Nouméa (1) | Flying Fox de Nouméa  |                      |
| 2016   | II      | Sharks de Nouméa (2) | Flying Fox de Nouméa  |                      |
| 2017   | III     | Sharks de Nouméa (3) | Tama Toa de Mont-Dore | Flying Fox de Nouméa |
| 2018   | IV      | Sharks de Nouméa (4) | Tama Toa de Mont-Dore | Flying Fox de Nouméa |
| 2019   | V       | ?                    | ?                     | ?                    |

| Rang | Club                  | Nombre de titres | Dernier titre          | Nombre de secondes places | Finaliste  | Nombre de troisièmes places | Troisième  |
| ---- | --------------------- | ---------------- | ---------------------- | ------------------------- | ---------- | --------------------------- | ---------- |
| 1    | Sharks de Nouméa      | 4                | 2015, 2016, 2017, 2018 | 0                         | -          | 0                           | -          |
| 2    | Flying Fox de Nouméa  | 0                | -                      | 2                         | 2015, 2016 | 2                           | 2017, 2018 |
| 3    | Tama Toa de Mont-Dore | 0                | -                      | 2                         | 2017, 2018 | 0                           | -          |

## Histoire
En 2013, pour la première fois de son histoire en Nouvelle Calédonie, les Sharks de Nouméa ont joué un match d'exhibition contre les Barbarians au stade Édouard Pentecost de Nouméa.
En 2014, pour la première fois de son histoire, une rencontre officiel de football américain est organisé entre les 2 clubs des Sharks de Nouméa et Flying Fox de Nouméa au stade Boewa de Boulari du Mont-Dore,.
En 2015, deux clubs de football américain à Païta et au Mont-Dore font leur apparition,.
En 2016, les Sharks de Nouméa ont dominé Flying Fox de Nouméa 48 à 0, lors de la première rencontre au stade Boewa de Boulari du Mont-Dore,.
En 2017, les Sharks de Nouméa restent invaincus, remportant 2 rencontres contre les Flying Fox de Nouméa 32-0 et 28-24. Les Sharks de Nouméa s’imposent face aux es Flying Fox de Nouméa 68 - 0 et face aux Tama Toa de Mont-Dore 74 à 0,,,.
La Ligue de Nouvelle-Calédonie de football américain souhaite la création d'une équipe de Nouvelle-Calédonie de football américain afin de défier d'autres sélections.
En 2018, les Tama Toa de Mont-Dore ont battu les Flying Fox de Nouméa 27 à 12. Les Sharks de Nouméa ont vaincu les Flying Fox de Nouméa 44 - 6.